# Sammel- und Nachschlagewerk der Rechtsprechung des Bundesverwaltungsgerichts
Das Sammel- und Nachschlagewerk der Rechtsprechung des Bundesverwaltungsgerichts ist eine nichtamtliche Sammlung der Rechtsprechung des deutschen Bundesverwaltungsgerichts. Sie wird von dessen Richtern herausgegeben, jedoch nicht in Amtseigenschaft, sondern in ihrer Eigenschaft als Privatpersonen. Nach ihrem Begründer, dem Bundesverwaltungsrichter Karl Buchholz, wird die Sammlung oft kurz als Buchholz bezeichnet.

## Geschichte
Das Sammelwerk wurde 1957 von Karl Buchholz begründet und erscheint seitdem in periodischen Fortsetzungen. Im Januar 2024 waren 146 Bände verfügbar.
Derzeit wird das Werk vom Carl Heymanns Verlag herausgegeben.

## Systematik
Sachlich ist die Sammlung in die folgenden Gruppen gegliedert:
Gruppen aufgeteilt:
- Gruppen 1 und 3: Verfassungs- und Verfahrensrecht
- Gruppe 2 Öffentlicher Dienst
- Gruppe 4 Einzelne Verwaltungszweige
- Gruppe 5 Lastenausgleich
- Gruppe 6 Wehrwesen

Zudem gibt es Verzeichnisse für Stichwörter, Aktenzeichen und Zeitabfolge. Innerhalb der Gruppen gibt es weitere Untergliederungen, etwa Gerichtsverfassungsgesetz (300), Verwaltungsgerichtsordnung (310) oder Verwaltungsverfahrensgesetz (316).
Neben den Sachgebieten sind auch die einzelnen Gerichtsentscheidungen nummeriert.